# Cangoderces wewef
Espèce
Cangoderces wewef est une espèce d'araignées aranéomorphes de la famille des Telemidae.

## Distribution
Cette espèce est endémique de la province de Mai Ndombe au Congo-Kinshasa,. Elle se rencontre vers Malebo.

## Description
Le mâle holotype mesure 1,16 mm et la femelle paratype 1,14 mm.

## Étymologie
Son nom d'espèce lui a été donné en référence au WWF.

## Publication originale
- Jocqué, Jocque & Mbende, 2022 : « A new Cangoderces (Araneae, Telemidae) from DR Congo, the first telemid from Central Africa. » Zootaxa, no 5162(4), p. 430-438.